# Cygańskie dziewczę
Cygańskie dziewczę (ang. The Bohemian Girl) – amerykański film komediowy z 1936 roku, zrealizowany według noweli Cyganeczka Miguela de Cervantesa oraz opery Cyganka Michaela Williama Balfe.
W rolach głównych wystąpili Flip i Flap, czyli Oliver Hardy i Stan Laurel – popularny duet aktorski tego okresu.

## Fabuła
Flip i Flap są wędrownymi Cyganami podróżującymi w taborze po osiemnastowiecznej Austrii. Trudnią się drobnymi kradzieżami. Miejscowy dziedzic, hrabia Arnheim nakazuje Cyganom opuszczenie swoich ziem. Żona Flapa porywa córkę hrabiego, Arline. Wmawia Flapowi, że to jego dziecko, a następnie odchodzi z kochankiem. Flap wychowuje ją jak swoją córkę. 12 lat później tabor powraca na ziemie hrabiego Arnheima.

## Obsada
- Stan Laurel – Flip
- Oliver Hardy – Flap
- Thelma Todd – córka królowej Cyganów
- Antonio Moreno – Devilshoof
- Darla Hood – Arline jako dziecko
- Julie Bishop – dorosła Arline
- James Finlayson – kapitan Finn
- Mae Busch – żona Flapa
- William P. Carleton – hrabia Arnheim
- Zeffie Tilbury – cygańska królowa